# Xuxa

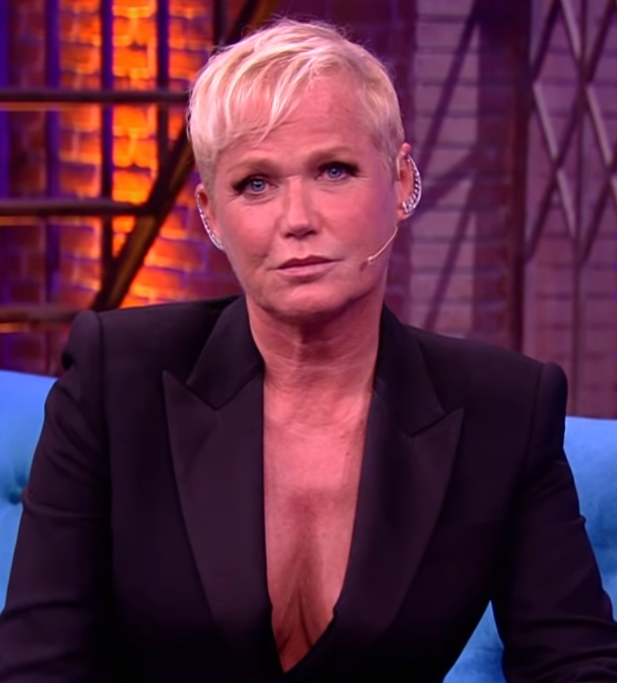
Xuxa, 2020

Maria „Xuxa“ da Graça Meneghel [ma'ɾiɐ da'gɾasɐ 'ʃuʃa me'nɛgɛw] (anhörenⓘ * 27. März 1963 in Santa Rosa in Rio Grande do Sul) ist eine brasilianische und italienische Fernsehmoderatorin, Schauspielerin und Sängerin.

## Leben

### Herkunft und frühe Jahre
Xuxa wurde als die jüngste von fünf Kindern geboren. Ihr Vater Luiz Floriano Meneghel, der auch vier Geschwister hat, stammt aus einer Familie von italienischen und polnischen Auswanderern. Ihre Mutter Alda Meneghel (geb. Alda Flores da Rocha) ist das einzige Kind einer Familie von Deutschen und Schweizern, die zur Zeit des Nationalsozialismus nach Brasilien geflohen ist. Der Spitzname Xuxa stammt von ihrem Bruder Bladimir, als er seine Schwester zum ersten Mal gesehen hatte. Sie verbrachte einen Teil ihrer Kindheit und Jugend im Bundesstaat Rio de Janeiro, wohin die Familie aufgrund der militärischen Tätigkeit ihres Vaters hinzog. Mit 15 Jahren wurde sie auf einer Bahnfahrt entdeckt, woraufhin sie mit 16 Jahren einen Modelvertrag erhielt. Seit 1982 trat sie in brasilianischen Filmproduktionen und in der Fernsehshow Clube da Criança des bis 1999 funktionierenden TV-Senders Rede Manchete auf. Die Musik zu der Show stammte von der Band Trem da Alegria.

### Karriere

Xuxa mit zwei Latin Grammys in den Händen

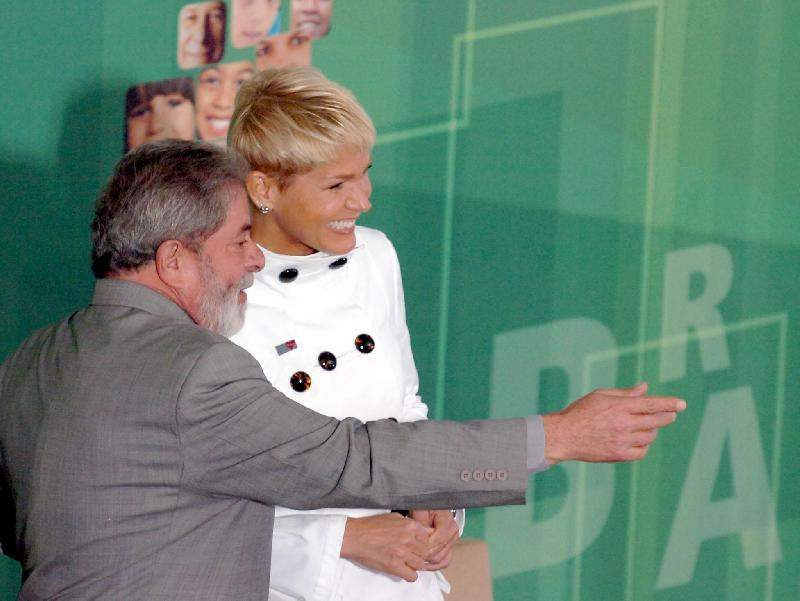
Xuxa und der Präsident von Brasilien Lula, 2007

#### Moderatorin
Im Jahr 1986 wurde Xuxa von dem Regisseur Mario Lúcio Vaz eingeladen, an der Xou da Xouxa bei TV Globo bis 1992 mitzuwirken. Im Jahr 1989 hatte sie auch ein Programm am Sonntag moderiert, mit dem Titel Bobeou Dançou. 1991 hatte sie beim selben Sender, TV Globo, die Samstagmorgenshow Paradão da Xuxa. Weitere Sendungen waren Programa da Xuxa (1993), Xuxa Park (1994–2001), Xuxa Hits (1995–1996), Xuxa no Mundo da Imaginação (2002–2004) und TV Xuxa (2005–2014).
Die englischsprachige Version der von ihr moderierten Kindersendung Programa da Xuxa wurde von 1993 bis 1994 ausgestrahlt, floppte aber in den USA. Zuvor war bekannt geworden, dass u. a. Aktaufnahmen von Xuxa im Playboy erschienen waren.
Xuxa begann auch eine internationale Karriere als Moderatorin. Sie veröffentlichte 1990 ein Album in Spanisch, debütierte ein TV-Programm 1991 in Argentinien, sowie Xuxa Park in Spanien 1992. Zeitweise war die Blondine auf vier Programmen gleichzeitig präsent. Xuxa hatte auch eine Sendung in englischer Sprache für den Produzenten MTM im Jahr 1993.

#### Sängerin
1988 erschien das Album Xou Da Xuxa 3, das ebenfalls für ihre kindliche Zuhörerschaft gedacht war und ihren bislang größten Hit, Ilariê, enthielt. 1989 gründete sie die Xuxa Meneghel Foundation, um Straßenkindern zu helfen. Sie war außerdem an einer Kampagne für die Polio-Schutzimpfung beteiligt.
Xuxa war der erste brasilianische Eintrag auf der Forbes-Liste der reichsten Künstler. 1991 erreichte sie mit 19 Millionen US-Dollar den 37. Platz.
2005 machten gleichzeitig drei Formationen Xuxas größten Hit Ilariê in Deutschland zum Sommerhit: Las Chicas, Hot Banditoz und Buttons.

### Privates
Xuxa hatte Beziehungen mit dem Fußballstar Pelé und dem Rennfahrer Ayrton Senna.

## Kontroverse
Am 21. Mai 2014 wurde gegen die Anwesenheit Xuxas im brasilianischen Parlament bei der Verabschiedung des Gesetzes gegen körperliche Züchtigung auf das Schärfste protestiert. Hintergrund ist der 1982 entstandene Film Liebe, seltsame Liebe (Amor Estranho Amor), in welchem in einer Szene sexueller Kontakt zwischen Xuxa und einem zwölfjährigen Jungen dargestellt wurde. Diese Form von Gewalt sei wesentlich schlimmer als die körperliche Züchtigung eines Heranwachsenden, argumentierte vor allem der evangelikale Politikerflügel. Erfolgreich verhindert die Schauspielerin seit 1982 die Kommerzialisierung des Filmes durch die Rechteinhaberin Cinearte mit einer jährlichen Entschädigungszahlung von 60.000 US$ an selbige. Weniger erfolgreich dagegen verlief eine Klage gegen Google mit der Absicht, Links aus der Suchmaschine zu löschen, die auf Nacktbilder der Schauspielerin mit dem Zwölfjährigen hinweisen. Brasiliens oberstes Gericht (STJ) lehnte diese Forderung im Juni 2012 ab.
Eine weitere Klage wurde im September 2014 vom STJ abgewiesen, deren Ziel es war, Verlinkungen mit den Begriffen „Xuxa“ und „Pädophilie“ entfernen zu lassen.

## TV-Shows
- 1983–1985: Clube da Criança – TV Manchete
- 1986–1992: Xou da Xuxa – TV Globo
- 1991: Xuxa Xuperstar – TV Globo
- 1991–1992: Paradão da Xuxa – TV Globo
- 1991–1993: El Show de Xuxa – Telefe – (Argentinien)
- 1992–1993: Xuxa Park – Tele 5 – (Spanien)
- 1993: Programa Xuxa – TV Globo
- 1993–1995: Xuxa – CBS – (Vereinigte Staaten)
- 1994–2001: Xuxa Park – TV Globo
- 1995–1996: Xuxa Hits – TV Globo
- 1997–2002: Planeta Xuxa – TV Globo
- 2002–2004: Xuxa No Mundo da Imaginação – TV Globo
- seit 2005: TV Xuxa – TV Globo
- 2007: Conexão Xuxa – TV Globo

## Diskografie

### Alben (national)
- 1984: Clube da Criança
- 1985: Xuxa e Seus Amigos
- 1986: Xou da Xuxa (BR: ×2Doppeldiamant )
- 1987: Xegundo Xou da Xuxa (BR: ×2Doppeldiamant )
- 1988: Xou da Xuxa 3 (BR: ×3Dreifachdiamant )
- 1989: 4º Xou da Xuxa (BR: ×2Doppeldiamant )
- 1990: Xuxa 5 (BR: Diamant)
- 1991: Xou da Xuxa Seis (BR: ×3Dreifachplatin )
- 1992: Xou da Xuxa Sete (BR: ×2Doppelplatin )
- 1993: Xuxa (BR: Gold)
- 1994: Sexto Sentido (BR: Diamant)
- 1995: Luz no Meu Caminho (BR: Platin)
- 1996: Tô de Bem com a Vida (BR: Platin)
- 1997: Boas Notícias (BR: Platin)
- 1998: Só Faltava Você (BR: Gold)
- 1999: Xuxa 2000 (BR: Gold)
- 2000: Xuxa só para Baixinhos (BR: ×2Doppelplatin )
- 2001: Xuxa só para Baixinhos 2 (BR: ×3Dreifachplatin )
- 2002: Xuxa só para Baixinhos 3 – Country (BR: ×2Doppelplatin )
- 2003: Xuxa só para Baixinhos 4 – Praia (BR: Platin)
- 2004: Xuxa só para Baixinhos 5 – Circo (BR: ×2Doppelplatin )
- 2005: Xuxa só para Baixinhos 6 – Festa (BR: Gold)
- 2007: Xuxa só para Baixinhos 7 – Brincadeiras (BR: Gold)
- 2008: Xuxa só para Baixinhos 8 – Escola
- 2009: Xuxa só para Baixinhos 9 – Natal Mágico
- 2010: Xuxa só para Baixinhos 10 – Baixinhos, Bichinhos e Mais (BR: ×3Dreifachplatin )
- 2011: Xuxa só para Baixinhos 11 – Sustentabilidade (BR: ×2Doppelplatin )
- 2013: Xuxa só para Baixinhos 12 – É Pra Dançar

### Alben (international)
- 1990: Xuxa
- 1990: Xuxa En Español
- 1991: Xuxa 2
- 1992: Xuxa 3
- 1993: Todos Sús Exitos
- 1994: El Pequeño Mundo
- 1994: Talk To Me
- 1995: Xou Da Xuxa
- 1996: Xuxa Dance
- 1999: El Mundo és de los Dos
- 2005: Xuxa Solamente para Bajitos
- 2011: Xuxa Fiesta

### Kompilationen
- 1987: Karaokê da Xuxa
- 1989: Carnaval dos Baixinhos
- 1990: Lambaixinhos
- 1992: Baby Mania
- 1996: Xuxa 10 Anos (BR: Platin)
- 1997: Arraiá da Xuxa (BR: Gold)
- 1997: Xuxa Hits Vol.1
- 1997: Xuxa Hits Vol.2
- 2000: Xuxa Pérolas
- 2006: Xuxa 20 anos

### Videoalben
- 2000: Xuxa só para Baixinhos (BR: Gold)
- 2001: Xuxa só para Baixinhos 2 (BR: Gold)
- 2004: Xuxa só para Baixinhos 5 – Circo (BR: Diamant)
- 2006: O Show Ao Vivo (BR: Platin)
- 2007: Xuxa só para Baixinhos 7 – Brincadeiras (BR: Platin)
- 2009: Xuxa só para Baixinhos 9 – Natal Mágico (BR: Gold)
- 2011: Xuxa Fiesta (BR: Diamant)

## Auszeichnungen für Musikverkäufe
| Goldene Schallplatte - Spanien - 1992: für das Album Sensación De Vivir Platin-Schallplatte - Argentinien - 2005: für das Videoalbum Xuxa Solamente Para Bajitos | 2× Platin-Schallplatte - Spanien - 1991: für das Album Xuxa |

| Land/RegionAuszeichnungen für Musikverkäufe (Land/Region, Auszeichnungen, Verkäufe, Quellen) | Gold       | Platin       | Diamant       | Verkäufe   | Quellen             |
| -------------------------------------------------------------------------------------------- | ---------- | ------------ | ------------- | ---------- | ------------------- |
| Argentinien (CAPIF)                                                                          | —          | Platin1      | —             | 8.000      | capif.org.ar        |
| Brasilien (PMB)                                                                              | 12× Gold12 | 26× Platin26 | 13× Diamant13 | 17.025.000 | pro-musicabr.org.br |
| Spanien (Promusicae)                                                                         | Gold1      | 2× Platin2   | —             | 250.000    | mediafire.com       |
| Insgesamt                                                                                    | 13× Gold13 | 29× Platin29 | 13× Diamant13 |            |                     |